# 奴兀倫公主
奴兀倫（?—?），元朝公主，秦王忙哥剌之女，元世祖忽必烈之孙。
奴兀倫嫁给了亦乞列思的首领锁郎哈，锁郎哈是不花之弟、锁儿哈之孙、孛秃曾孙。孛秃是成吉思汗的妹夫兼女婿（帖木侖、火臣别吉的驸马），锁儿哈娶阔出的女儿安秃，不花娶忽必烈的女儿吾魯真。奴兀倫和锁郎哈的女儿，是元武宗（奴兀倫的侄子）的仁献章圣皇后寿童，仁献章圣皇后生元明宗（元宁宗、元顺帝的父亲）。  